# Видовиште
Видовиште (мкд. Видовиште) је насеље у Северној Македонији, у источном делу државе. Видовиште је у саставу истоимене општине Зрновци.

## Географија
Видовиште је смештено у источном делу Северне Македоније. Од најближег града, Кочана, насеље је удаљено 12 km јужно.
Насеље Видовиште се налази у долини реке Брегалнице, на месту где она прави Кочанско поље. Јужно од насеља издиже се планина Плачковица, док северно од насеља тече Брегалница. Надморска висина насеља је приближно 400 m. 
Месна клима је блажи облик континенталне због утицаја Егејског мора (жарка лета).

## Становништво
Видовиште је према последњем попису из 2002. године имало 494 становника.
Претежно становништво у насељу су етнички Македонци (97%), а остало су Власи.
Већинска вероисповест месног становништва је православље.